# Hrabstwo Todd (Kentucky)

Piramida wieku hrabstwa

Hrabstwo Todd – hrabstwo w USA, w stanie Kentucky. Według danych z 2010 roku, hrabstwo zamieszkiwało 12460 osób. Siedzibą hrabstwa jest Elkton.

## Miasta
- Allensville
- Elkton
- Fairview (CDP)
- Guthrie
- Trenton